# دنی دنیلز
کیرا لی اورساگ (انگلیسی: Kira Lee Orsag)؛ (زاده ۲۳ سپتامبر ۱۹۸۹) که با نام هنری دنی دنیلز شناخته می‌شود، یک بازیگر پورنوگرافی و استریپر آمریکایی است.

## زندگی‌نامه
دنیلز حدود دو سال در مدرسه هنر حضور داشت اما آن را کنار گذاشت. او زمانی که وارد عرصهٔ فیلم‌های پورنو شد، یک رقصنده استریپ با تجربه بود. وی در سال ۲۰۱۱ و در زمانی به یک ستارهٔ جنسی تبدیل شد که به مدیریت مادلین علاقه‌مند بود. او در ابتدا تنها به انجام صحنه‌های لزبین می‌پرداخت ولی بعدها با مردان نیز شروع کرد. اولین فیلمش را نیز که در آن با مردها شده بود را برای شرکت Elegant Angel فیلم‌برداری کرد. وی همچنین یک وبلاگ‌نویس و نقاش است. او آثار هنری خود را تحت نام Kira Lee می‌سازد. تکنیک او پوینتلیسم است. از ژانویه ۲۰۱۶، او در مدرسه پرواز حضور دارد. او به عنوان دوجنس گرا شناخته می‌شود. دنیلز در سال ۲۰۱۸ از صنعت پورن بازنشست شد.

## فهرست جوایز و نامزدی‌ها
| Year | Ceremony     | Result   | Award                                                                          | Work                                       |
| ---- | ------------ | -------- | ------------------------------------------------------------------------------ | ------------------------------------------ |
| ۲۰۱۳ | جایزه ای‌وی‌ان | نامزدشده | Best New Starlet                                                               | —                                          |
| ۲۰۱۳ | جایزه ای‌وی‌ان | نامزدشده | Best All-Girl Group Sex Scene (with شنل پرستون & گریسی گلام)                   | Tomb Raider XXX: An Exquisite Films Parody |
| ۲۰۱۳ | جایزه ای‌وی‌ان | نامزدشده | Best Boy/Girl Sex Scene (with اریک اورهارد)                                    | Dani Daniels: Dare                         |
| ۲۰۱۳ | جایزه ای‌وی‌ان | برنده    | Best Girl/Girl Sex Scene (with سین سیج)                                        | Dani Daniels: Dare                         |
| ۲۰۱۳ | جایزه ای‌وی‌ان | نامزدشده | Best Tease Performance                                                         | Dani Daniels: Dare                         |
| ۲۰۱۳ | جایزه ای‌وی‌ان | نامزدشده | Best Three-Way Sex Scene (B/B/G) (with میک بلو & جیمز دین (بازیگر پورنوگرافی)) | Dani Daniels: Dare                         |
| ۲۰۱۳ | جایزه ای‌وی‌ان | نامزدشده | Best Three-Way Sex Scene (G/G/B) Karlie Montana & مانوئل فررا                  | Dani Daniels: Dare                         |
| ۲۰۱۳ | جایزه ای‌وی‌ان | نامزدشده | Best Solo Sex Scene                                                            | All Natural Glamour Solos, II              |
| ۲۰۱۳ | XBIZ Award   | نامزدشده | Best New Starlet                                                               | —                                          |
| ۲۰۱۴ | جایزه ای‌وی‌ان | نامزدشده | Female Performer of the Year                                                   | —                                          |
| ۲۰۱۴ | جایزه ای‌وی‌ان | نامزدشده | Best Boy/Girl Sex Scene (with جیمز دین (بازیگر پورنوگرافی))                    | Skin Tight                                 |
| ۲۰۱۴ | جایزه ای‌وی‌ان | نامزدشده | Best Solo Sex Scene                                                            | SeXXXploitation of Dani Daniels            |
| ۲۰۱۴ | جایزه ای‌وی‌ان | نامزدشده | Best Tease Performance                                                         | Top Bottoms                                |
| ۲۰۱۴ | جایزه ای‌وی‌ان | نامزدشده | Best Three-Way Sex Scene – G/G/B (with April O’Neil & اریک اورهارد)            | Chance Encounters                          |
| ۲۰۱۴ | XBIZ Award   | نامزدشده | Girl/Girl Performer of the Year                                                | —                                          |
| ۲۰۱۴ | XBIZ Award   | نامزدشده | Best Actress - Parody Release                                                  | OMG...It's the Dirty Dancing XXX Parody    |
| ۲۰۱۴ | XBIZ Award   | برنده    | Best Actress - All-Girl Release                                                | The Vampire Mistress                       |
| ۲۰۱۴ | XBIZ Award   | نامزدشده | Best Scene - All-Girl (with لیلی لابو & Faith Lee Sentz)                       | The Vampire Mistress                       |
| ۲۰۱۴ | XBIZ Award   | نامزدشده | Best Scene - Vignette Release (with تونی ریباس)                                | Secretary's Day 6                          |
| ۲۰۱۴ | XBIZ Award   | نامزدشده | Best Scene - Couples-Themed Release (with April O'Neil & اریک اورهارد)         | Chance Encounters                          |